# Entrepotdok
Entrepotdok est à la fois un ensemble d'entrepôts et un canal situés dans l’arrondissement Centrum de la ville d'Amsterdam, aux Pays-Bas. Le quartier est délimité par Sarphatistraat à l'est et Kadijksplein à l'ouest, et situé juste au nord du quartier du Plantage dont il est séparé par le canal du même nom. Il s'agit en outre du plus gros complexe d'entrepôts habité de la ville d'Amsterdam. Après avoir abrité des entrepôts commerciaux pendant près de deux décennies, le quartier a fait l'objet d'importantes rénovations dans les années 1980, dans le but de transformer les anciens entrepôts en logements sociaux. Après une nouvelle reconversion, le quartier est aujourd'hui majoritairement composé d'appartements de standing.

## Histoire

### Du complexe d'entrepôts de marchandises...

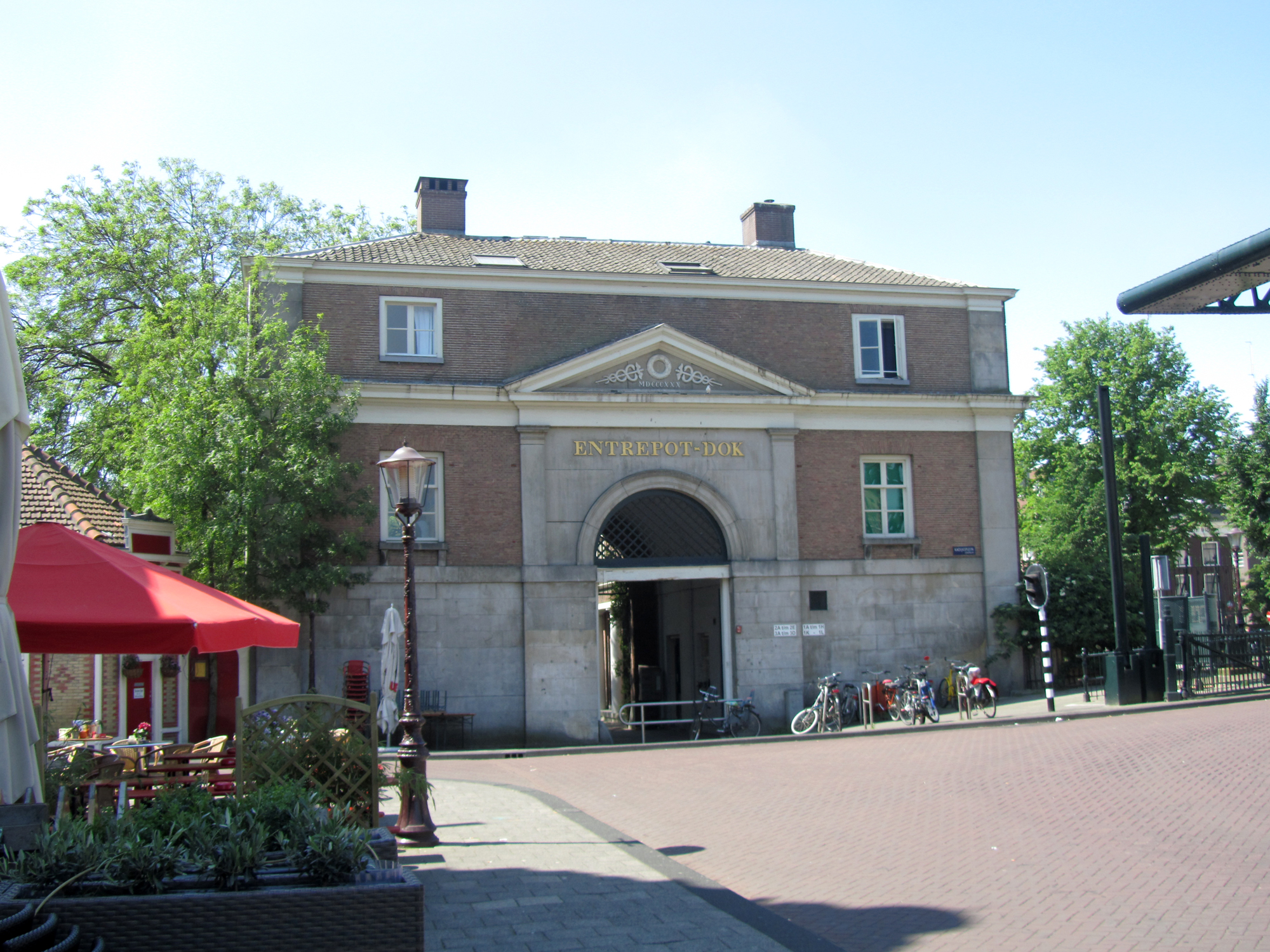
Porte d'entrée du Entrepodok, sur Kadijksplein.

Les premiers entrepôts du quartier furent construits en 1708. Un peu plus d'un siècle plus tard, en 1827, ils furent rachetés de l'État. Avant la période franco-batave, les marchands désirant accéder aux marchés d'Amsterdam devaient s'acquitter de droits d'accise à la fois pour l'import et l'export de leurs produits. Cependant, du fait de la forte concurrence à laquelle la ville fut confrontée par la suite, « l'entrepôt général d'État » (het Algemeen Rijksentrepot) fut créé en 1827. Jusqu'en 1895, il était possible d'entreposer temporairement des marchandises dans cet entrepôt sans devoir payer des droits d'import. Les droits d'accise ne devaient alors être versés que lorsque les produits étaient distribués sur les marchés. Afin d'assurer la protection des marchandises, le complexe fut totalement fermé. Au niveau de l'actuel Laagte Kadijk, un mur fut construit, tandis qu’une porte fut installée sur Kadijksplein. D'autres entrepôts furent bâtis par la suite, comme la partie centrale de l'entrepôt qui fut construite entre 1830 et 1840. Au total, le complexe regroupait quelque 84 immenses entrepôts, alors baptisés en l'honneur de villes néerlandaises et belges. Ces noms apparaissent toujours sur certaines façades. Au cours de la construction du complexe, le pont passant sur le Rapenburgergracht (devenu l'Entrepotdok) fut démoli, de même que la liaison entre la Korte Kerkstraat (devenue Tussen Kadijken) et la Nieuwe Kerkstraat.
Après que le complexe eût perdu son rôle de lieu d'entreposage de marchandises au profit de Het Nieuwe Entrepotdok (« Le nouvel Entrepotdok » situé vers Cruquiusweg) vers 1890, les bâtiments se retrouvèrent pendant longtemps inoccupés, ce qui conduisit la municipalité à en reprendre le contrôle. Bien que certaines entreprises y restèrent, le complexe tomba en désuétude, et la plupart des entrepôts se retrouvèrent dans un piteux état. De nombreux bâtiments alentour furent détruits, en particulier les quartiers du Kattenburg et du Wittenburg, mais le Entrepotdok fut classé au registre des Rijksmonumenten ce qui empêcha toute démolition du quartier.

### ...à la reconversion en quartier résidentiel

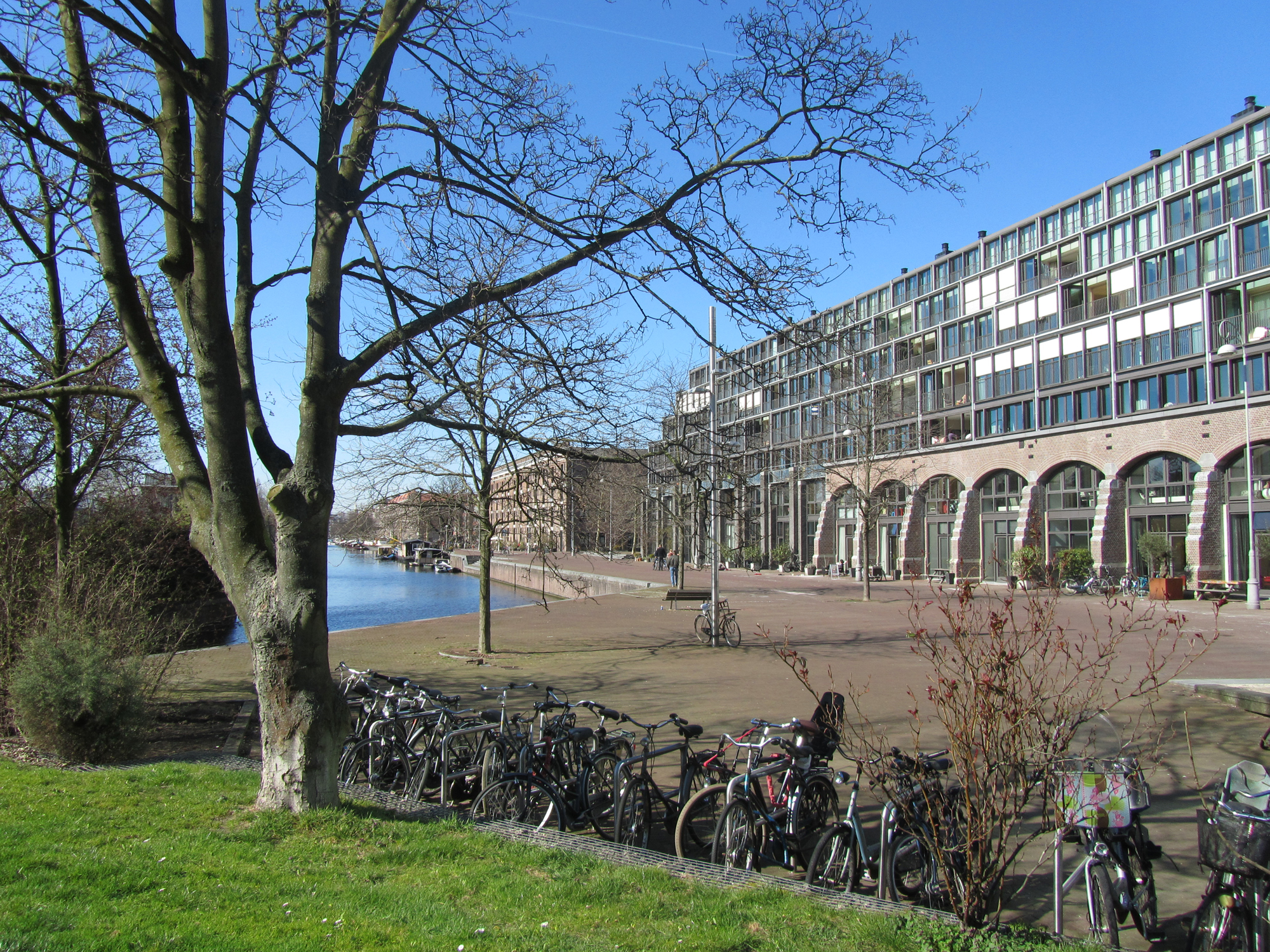
Vue du Entrepodok depuis Sarphatistraat.

Après des décennies de débats autour du financement de la réhabilitation du quartier, la municipalité d'Amsterdam, l'association de promoteurs De Dageraad et le cabinet d'architectes Van Stigt présentèrent un projet de construction de logements sociaux au début des années 1980, sous le mandat de Jan Schaefer. Au rez-de-chaussée, de nouveaux espaces destinés aux entreprises furent ajoutés. Les caves devaient quant à elle servir d'espaces de stockage, de parkings et d'espaces de bureaux. Le premier appartement fut livré en 1984, dans les entrepôts numérotés 79 à 84. L'une des particularités de ce projet de logements sociaux était que les habitants étaient en droit de participer à la conception de leur logement, en décidant en particulier de l'installation de leur cuisine ou de leur salle de bain. Les logements situés au cœur du complexe prirent le nom de Binnenkadijk. En 1984, le loyer des premiers appartements était de l'ordre de 300 à 400 florins.
En 1985, les occupants du squat De Groote Keijser situé sur le Keizersgracht se virent offrir la possibilité de s'installer au rez-de-chaussée de certains bâtiments que la municipalité avait du mal à louer à des entreprises, à condition d'abandonner le bâtiment de Keizersgracht. La proposition fut cependant rejetée par les squatteurs, qui trouvaient que le complexe était situé trop loin du centre de la ville. 
Une fois les travaux de restauration terminés dans le cadre de cet immense projet de réhabilitation, les bâtiments situés entre le Entrepotdoksluis et le Geschutswerf furent reconvertis en appartements de luxe. Ces immeubles, baptisés Kalenderpanden (« bâtiments calendaires ») furent baptisés des différents mois de l'année. Les bâtiments furent initialement squattés, entre autres par des artistes. La ville coupa alors l'accès en eau, et évacua les bâtiments en 2000. Le cabinet d'architectes Claus en Kaan créa alors 42 appartements dans les douze immeubles. En 2007, chaque appartement valait plus de 800 000 euros.